# 布吕耶尔
布吕耶尔（法語：Bruyères，法語發音：[bʁɥijɛʁ] ⓘ），法国东北部城市，大东部大区孚日省的一个市镇，隶属于埃皮纳勒区，其市镇面积为16.02平方公里，2022年1月1日时人口数量为2,935人，在法国城市中排名第3,595位。
布吕耶尔位于孚日省中东部，埃皮纳勒和孚日圣迪耶两地之间，是一个区域性的中心城市，多条公路在此交汇。

## 地名来源
“布吕耶尔”一名在现代法语中意为“欧石楠”（复数），该名称来源于拉丁语单词。

## 历史

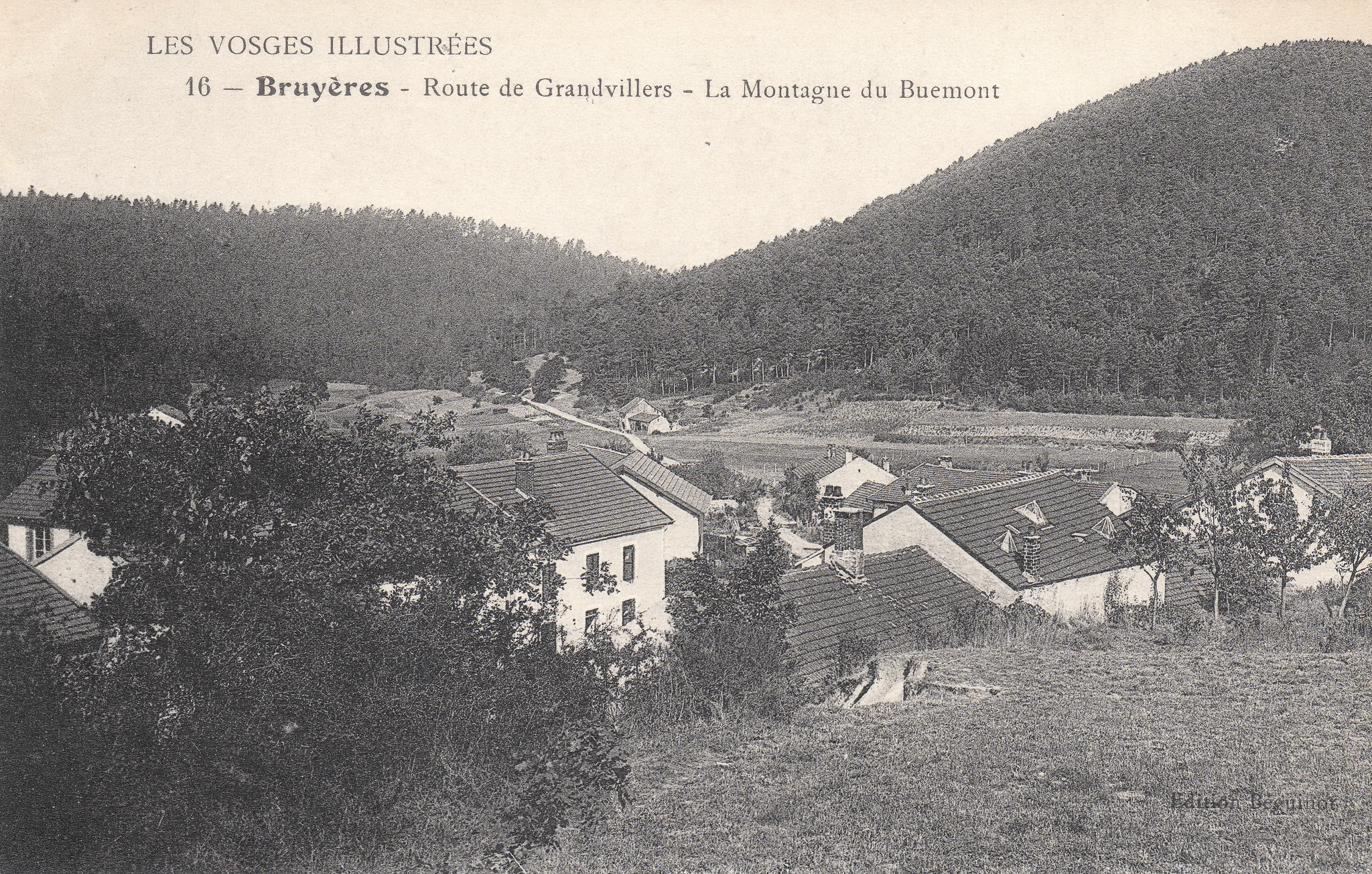
20世纪初的布吕耶尔

布吕耶尔早期历史尚不清楚，其附近区域有高卢-罗马时期的坟冢分布。中世纪中期，布吕耶尔是勒米尔蒙修道院的一处领地。约公元13世纪时，洛林公爵在此修建了一处城堡，布吕耶尔于1285年获得市镇宪章。16世纪时，多条道路在布吕耶尔附近交汇，布吕耶尔逐渐发展成为一个商业中心。1751年，布吕耶尔巴亚日成立。1768年，布吕耶尔出现了一处共济会，后在法国大革命期间关闭。1795至1800年间，布吕耶尔为孚日省的一个地区行署。普法战争期间，普鲁士军队曾占领布吕耶尔并将此地作为一个“进攻驿站”（Etappenstadt）。第二次世界大战期间，布吕耶尔被纳粹德军占领，由美国军官雅各布·L·德弗斯率领的联军于1944年10月在此与纳粹德军交战并获得成功。二战后，布吕耶尔附近区域人口数量有所下降，途径此地的阿尔什－圣迪耶铁路因客流不足而于2018年12月关闭，后在当地民众的抗议下于2021年12月重新开启。

## 地理

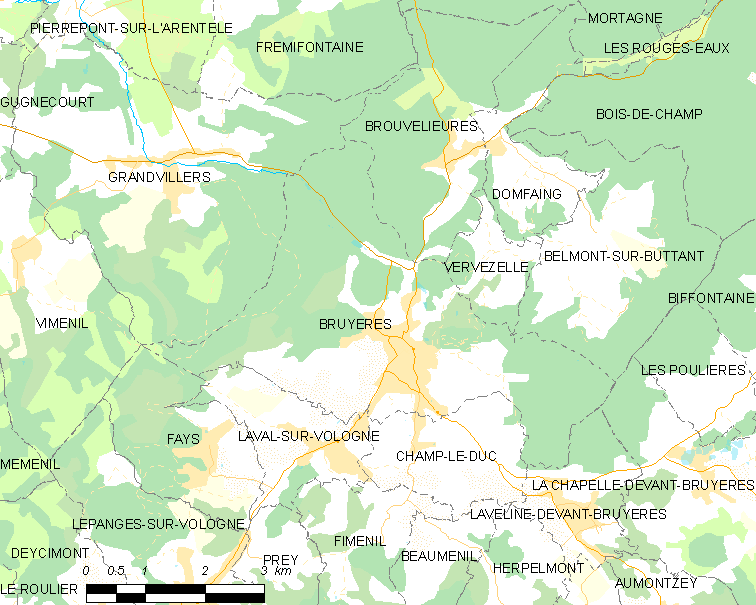
布吕耶尔市镇范围地图

布吕耶尔位于法国东北部，大东部大区东部和孚日省中东部，距离省会埃皮纳勒大约26公里。与布吕耶尔接壤的市镇包括：格朗德维莱尔、沃洛涅河畔拉瓦勒、拉沃利讷-德旺布吕耶尔、韦尔沃泽勒、比唐河畔贝尔蒙、布鲁沃略尔、尚勒迪克、拉沙佩勒-德旺布吕耶尔、费村。

### 地形
布吕耶尔位于孚日山腹地，境内以丘陵为主，市镇中心位于一处山间谷地内，四周被山峦环绕，全境海拔在390到704米之间。

### 水文
布吕耶尔位于摩泽尔河流域内，其三级支流阿朗泰勒河发源于布吕耶尔境内并向北流去，另有多条溪流向南注入沃洛涅河。

### 植被
布吕耶尔属于温带阔叶混交林区，林地广泛分布于市区北部的山地地区。
在鲜花城市的评比中，布吕耶尔被评为1星级鲜花城市。

### 气候
布吕耶尔在柯本气候分类法中属于温带海洋性气候，因当地海拔相对较高，加之距离海岸线较远，故其气候又有一定的大陆性特征。

## 行政区划
布吕耶尔是法国大东部大区孚日省的一个市镇，编号为88078。布吕耶尔隶属于埃皮纳勒区和孚日省第二选区，管理布吕耶尔县，同时也是布吕耶尔孚日山谷市镇公共社区的办公驻地。
法国国家统计与经济研究所（简称）在进行数据统计时，将布吕耶尔及相邻的另外两个市镇设为布吕耶尔城市核心区及布吕耶尔城市区。自2020年起，布吕耶尔城市区被包含8个市镇的布吕耶尔城市辐射区代替。此外，还将布吕耶尔市镇整体看作一个“块区”（IRIS），以便于统计人口分布情况。

## 交通

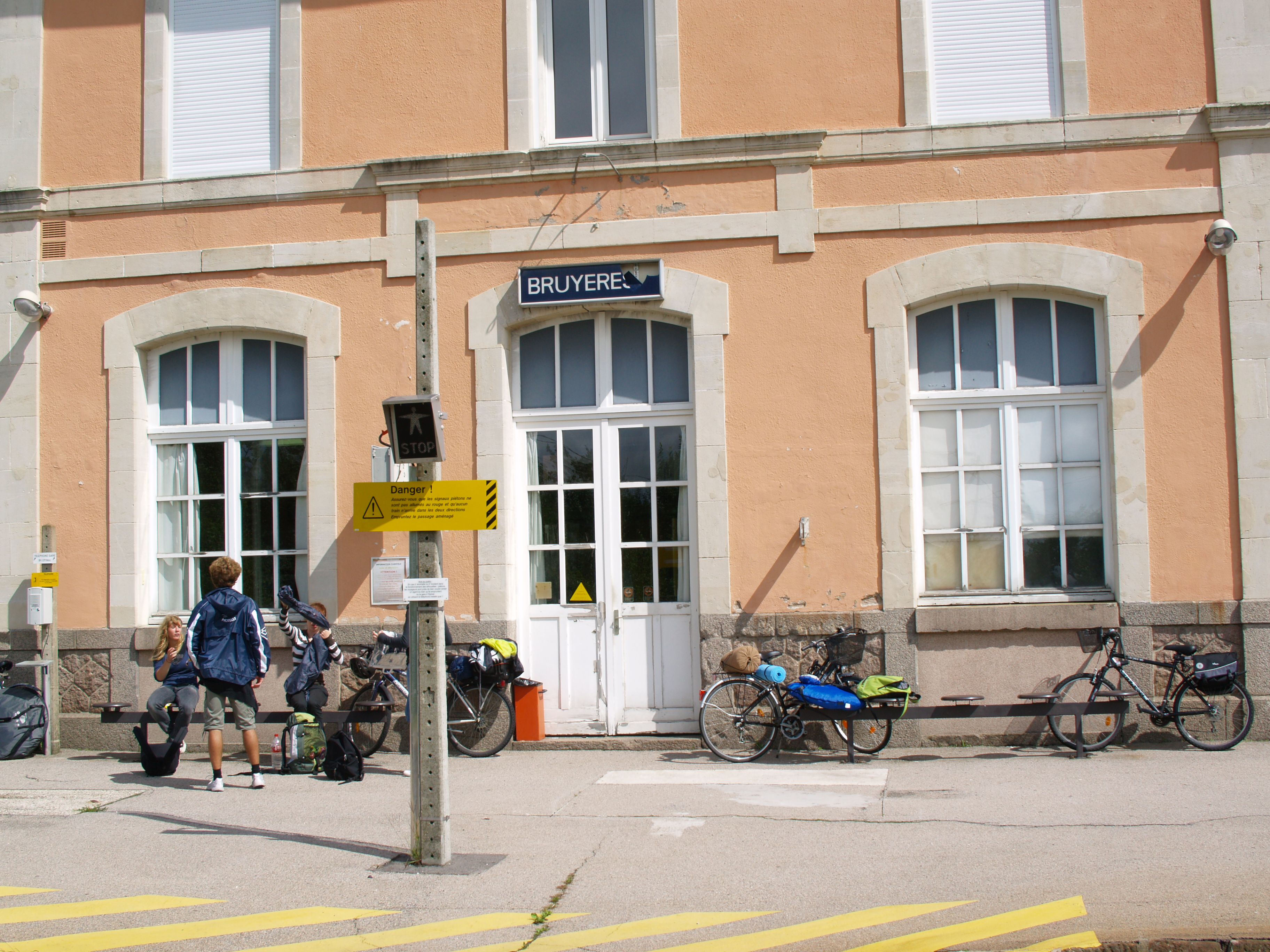
布吕耶尔火车站

### 公路
多条孚日省省道在布吕耶尔境内交汇，大东部大区下属的城际客运提供巴士线路，可前往周边部分市镇。
2018年，62.3%的布吕耶尔家庭拥有至少一辆私人汽车。2019年，布吕耶尔境内共发生各类交通事故1起，造成1人受伤。

### 铁路
布吕耶尔位于阿尔什－圣迪耶铁路上。布吕耶尔站位于市区南部，停靠往返于埃皮纳勒和斯特拉斯堡一线的区域列车。

### 航空
距离布吕耶尔最近的民用航空站为斯特拉斯堡机场，距离布吕耶尔市中心的公路里程约109公里。

### 城市公共交通
截至2021年12月，布吕耶尔暂无城市公共交通系统。

## 政治

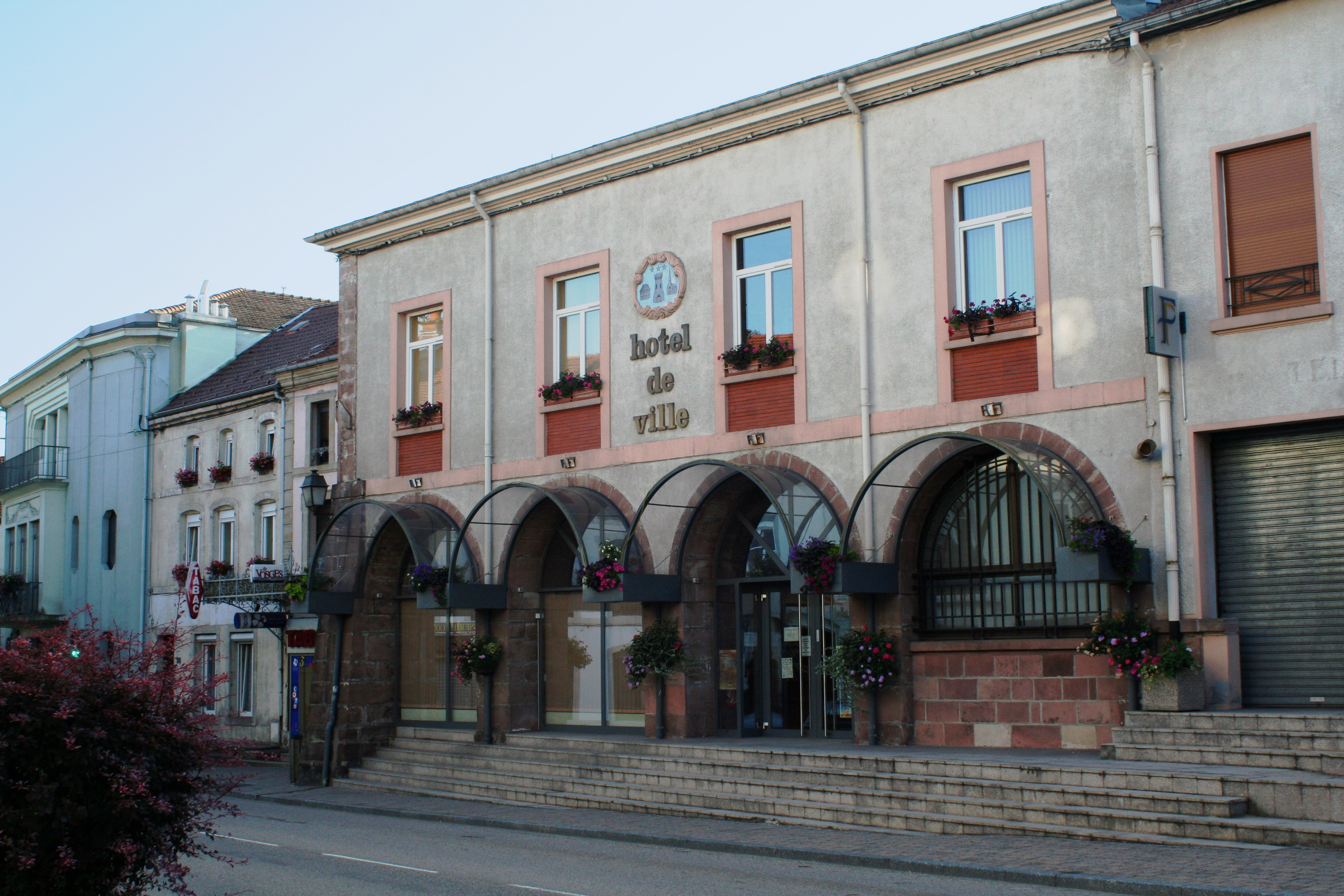
布吕耶尔市政厅

布吕耶尔的现任市长为德尼·马西先生（Denis Masy），他是一名右翼无党派人士，在2020年的市政选举中获得了51.13%的支持率。
在2017年的法国总统大选中，法国第25任总统埃马纽埃尔·马克龙在布吕耶尔获得了56.33%的支持率。

## 人口
2018年，布吕耶尔市镇人口数量为3,078，在法国排名第3,595位。其中男性1,365人，女性1,713人，75岁及以上人口占15.7%，外籍人口数量为756人，人口密度为192人/平方公里，当地居民被称为（男性）或（女性）。2019年，布吕耶尔境内出生28人，死亡人口80人。
| 年份   | 1936  | 1946  | 1954  | 1962  | 1968  | 1975  | 1982  | 1990  | 1999  | 2006  | 2011  | 2016  | 2018  |
| ------ | ----- | ----- | ----- | ----- | ----- | ----- | ----- | ----- | ----- | ----- | ----- | ----- | ----- |
| 人口數 | 3,549 | 3,269 | 3,514 | 3,639 | 3,767 | 3,852 | 3,679 | 3,368 | 3,362 | 3,315 | 3,204 | 3,080 | 3,078 |

## 经济
布吕耶尔是一个区域性的中心城市。截止2021年12月，布吕耶尔市镇范围内共有各类用人单位（包含自雇）466家，平均历史为17年，均为中小型企业（PME）。（零售）、（汽修）及（自雇）是当地2020年营业额最高的三个企业，分别为8,101,359欧元、758,743欧元和77,570欧元。

## 财政与居民收入
2019年，布吕耶尔的财政收入总额为2,675,410欧元，财政支出总额为2,546,860欧元，当年的债务总额为1,458,060欧元。2021年，布吕耶尔共获得874,035欧元的国家财政补助，比上一年增加了2.77%。
2019年，布吕耶尔的人均月收入总额为1,915欧元，其中高级职员为3,047欧元，低于法国平均水平（4,230欧元）；中级职员为2,340欧元，低于法国平均水平（2,411欧元）；普通职员为1,710欧元，亦低于法国平均水平（1,740欧元）。
2018年，布吕耶尔境内的青壮年（15至64岁）失业率为24.1%，当地34.2%的家庭拥有纳税资格，平均纳税1,852欧元，低于法国平均水平（3,910欧元）。

## 社会事务

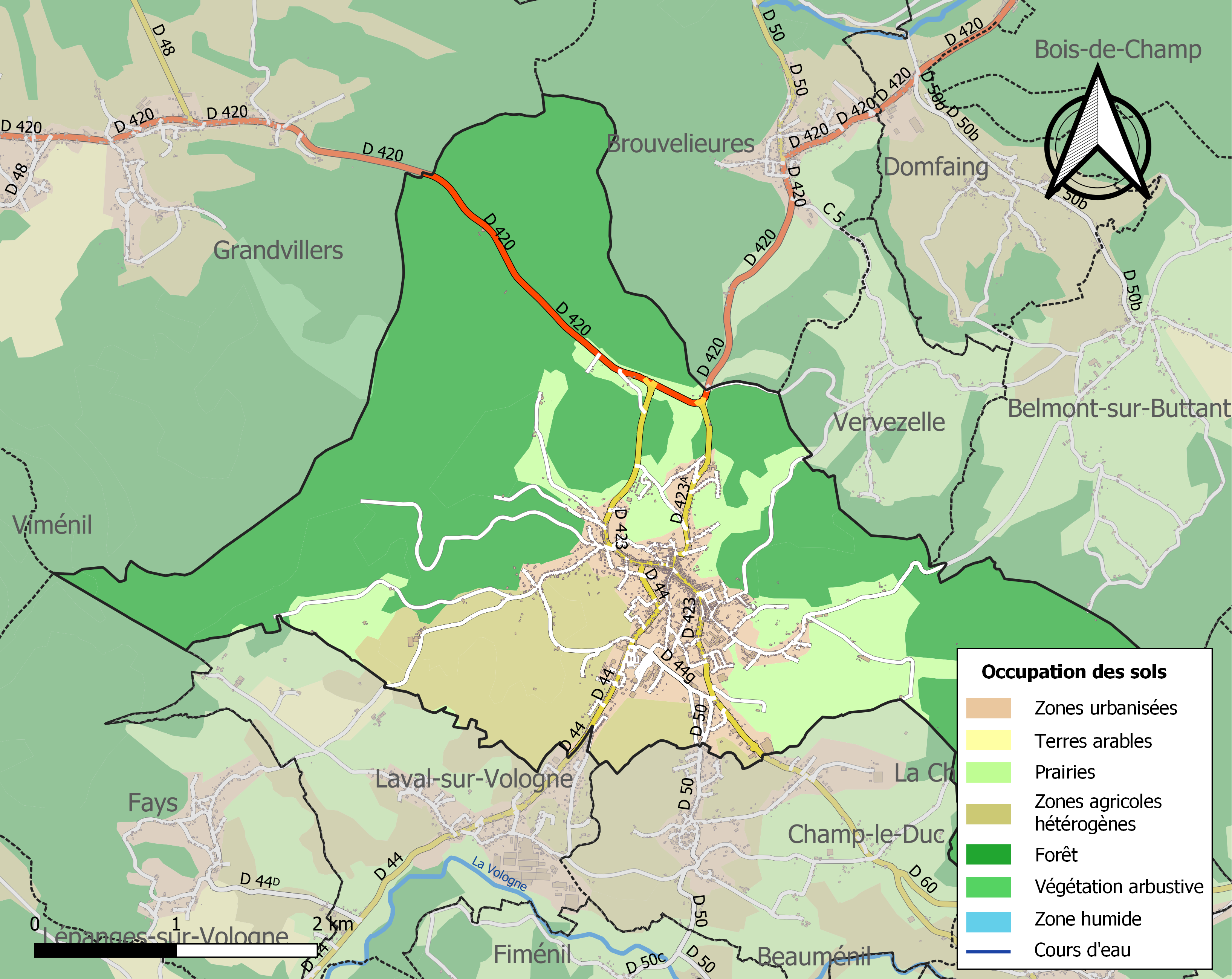
布吕耶尔土地利用情况地图

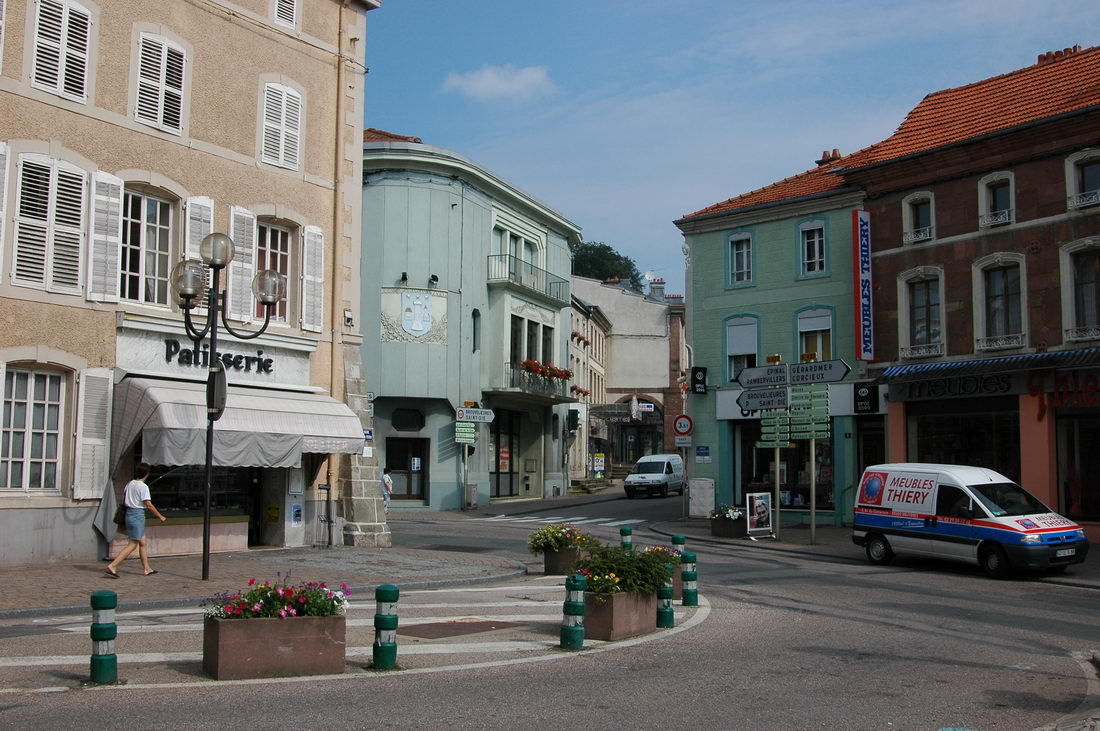
布吕耶尔镇中心

### 教育
布吕耶尔属于南锡-梅斯学区。截止2020年1月1日，布吕耶尔境内共有1所幼儿园、2所小学、2所初级中学、1所普通高中和1所职业高中。2018至2019学年度，布吕耶尔境内共有在校中等教育阶段学生1,292名。

### 医疗
截止2020年1月1日，布吕耶尔境内共有全科医生5名、保健师4名、牙医2名、护士12名和助产士1名。境内共有药房3家、养老院3家、残疾人帮扶中心2家。
布吕耶尔中心医院（Centre Hospitalier de Bruyères）是法国的一个区域性医疗机构，其主病区“拉维松医院”（Hôpital de L'Avison）位于布吕耶尔市区东部，设有床位94个，是当地规模最大的公立综合性医院。

### 住房
2018年，布吕耶尔境内共有各类住房1,755套，其中43.4%为独立式居民区，55.8%为集中式居民区。常住房屋占布吕耶尔市镇范围内居民建筑总量的81.4%。
在住房保障政策方面，2020年，布吕耶尔境内共有546户家庭获得了住房经济补助，受益人数占总人口数量的17.7%，其中526份为房租补助。

### 商业
2019年，布吕耶尔境内共有各类实体商铺96家，其中餐厅9家、大型超市6家、杂货店1家、面包房3家、肉铺3家、书店1家、银行门店6家、美容美发店5家、汽车维修店7家。市区南部建有一家E. Leclerc和Intermarché大型超市。

### 体育
2020年，布吕耶尔境内共有1家游泳池、1间体育馆、2处网球场、1处足球或橄榄球场以及2处篮球或排球场。
截至2021年12月，布吕耶尔市政竞技俱乐部（Stade Municipal Bruyerois）是当地唯一的注册足球队，其16岁青年队（U16）在2021至2022赛季参加大东部大区足球联赛。

### 环境
布吕耶尔的环境事务由其所属的公共社区负责。2019年，布吕耶尔境内暂无污染企业。

### 治安
2019年，布吕耶尔市镇范围内有1处宪兵队。
布吕耶尔所在地是埃皮纳勒宪兵总队的管辖范围。2020年，该宪兵总队辖区内共148个市镇累计发生各类案件2,728起，其中盗窃类案件1,171起，经济类案件456起，毒品交易类案件160起。

## 文化

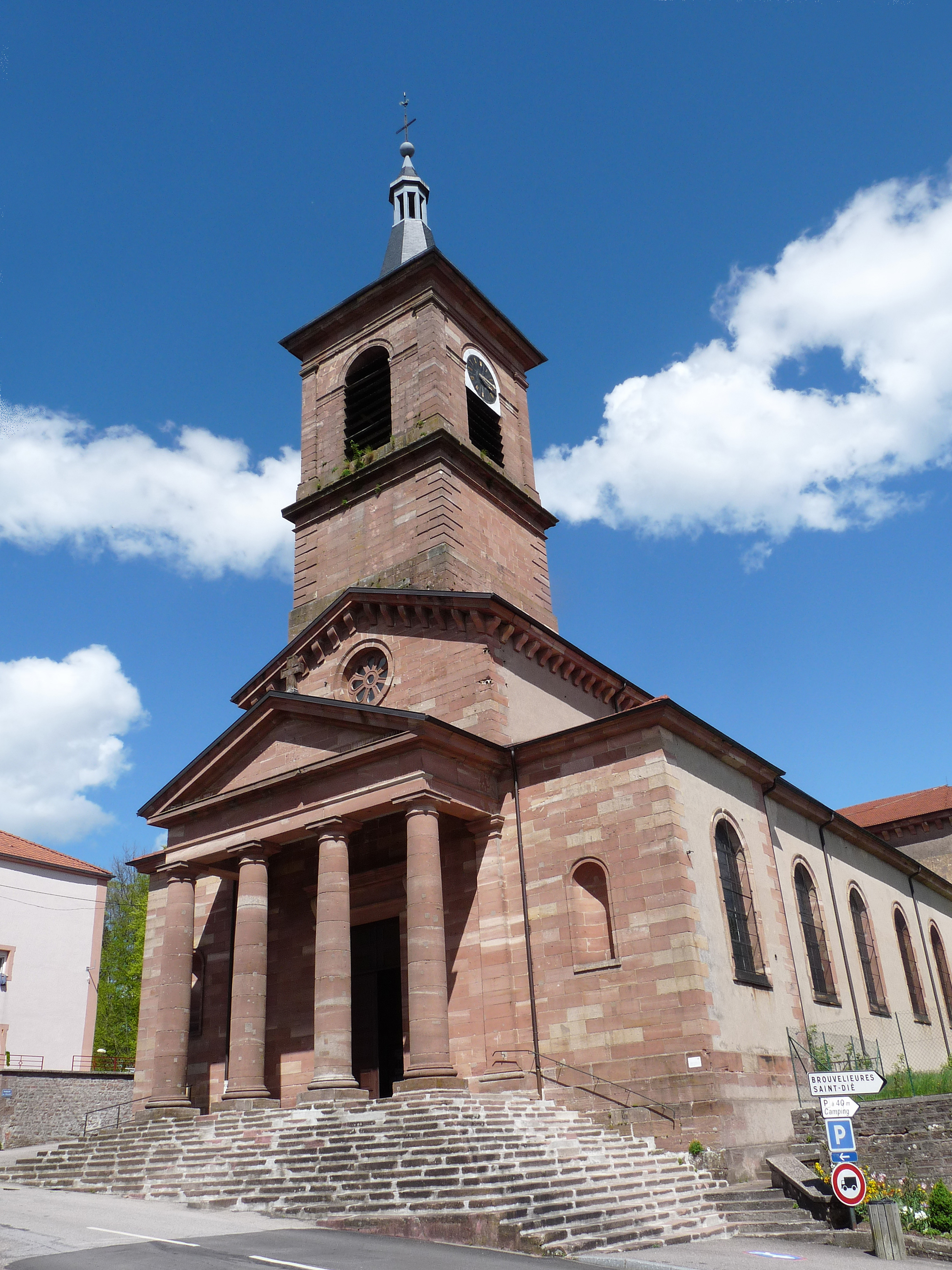
布吕耶尔圣母升天教堂

2020年，布吕耶尔境内暂无任何文化设施。布吕耶尔市政府提供多媒体中心，向公众全年开放。

### 建筑
布吕耶尔境内有多处历史建筑，其中圣母升天教堂是当地的地标性建筑物。

### 旅游
布吕耶尔的旅游事务由其所属的公共社区负责。2021年，布吕耶尔境内共有1个露营地，可容纳共13辆露营车。

### 媒体
法国主要的媒体均可在布吕耶尔接收，法国电视三台下属的大东部大区频道在部分时段播出布吕耶尔所属区域的地方新闻。

## 相关人物
法国医学家让-巴斯蒂德·穆若、传教士让-克洛德·米什、画家让·吕尔萨和政治家亨利·布谢出生于布吕耶尔。

## 友好城市
截至2021年12月，布吕耶尔共与两座城市互为友好城市关系：
- 美国 檀香山
- 比利时 维尔萨姆